# برادران کوئن
جوئل کوئن (زاده ۲۹ نوامبر ۱۹۵۴) و ایتن کوئن (زاده ۲۱ سپتامبر ۱۹۵۷) معروف به برادران کوئن دو فیلم‌ساز آمریکایی هستند. این دو برادر فیلمساز که اولین فیلم بلندشان را در ۱۹۸۴ ساختند، کار نوشتن فیلمنامه، تهیه کنندگی، کارگردانی و تدوین و فیلم‌هایشان را به‌طور مشترک انجام می‌دهند، هرچند در عنوان‌بندی اکثر آثار آن‌ها نام جوئل به عنوان کارگردان، و نام ایتن به عنوان تهیه‌کننده ذکر می‌شود. مجله توتال در سال ۲۰۰۶ کوئن‌ها را به عنوان نوزدهمین فیلمساز برتر دنیا برگزید. همچنین این مجله این دو برادر را به عنوان سومین فیلمساز برتر فعال سینما انتخاب کرد. جوئل کوئن در سال ۲۰۲۱ با ساخت تراژدی مکبث اولین فیلم بدون همکاری برادرش را ساخت.

## زندگی
جوئل و ایتن کوئن در خانواده‌ای یهودی در شهر سنت لوئیس پارک واقع در ایالت مینه سوتای آمریکا به دنیا آمدند (جوئل: ۲۹ نوامبر ۱۹۵۴، ایتن: ۲۱ سپتامبر ۱۹۵۷) پدرشان ادوارد، استاد اقتصاد دانشگاه مینه‌سوتا و مادرشان رِنا، استاد تاریخ هنر در دانشگاه سنت کلود بود. در کودکی، جوئل توانست با پولی که از کار چمن‌زنی به دست آورده بود یک دوربین سوپر۸ بخرد تا همراه برادرش فیلم‌هایی را که در تلویزیون دیده بودند بازسازی کنند. آن‌ها از پسر همسایه‌شان زیمرس برای بازی در این فیلم‌ها استفاده می‌کردند. از نخستین فیلم‌هایی که در این دوره با دوربین سوپر۸ خود ساختند می‌توان به فیلم هنری کیسینجر، مرد پرمشغله اشاره کرد. در فیلم زیمرس در زامبیا، ایتن در نقش یک آفریقایی نیزه به دست ظاهر شد. برادرها در ۱۹۷۳ و ۱۹۷۶ از دبیرستان سنت لوئیس پارک فارغ‌التحصیل شدند. سپس جوئل در رشته کارگردانی در دانشگاه نیویورک، و ایتن در رشته فلسفه دانشگاه پرینستون ادامه تحصیل دادند. پایان‌نامهٔ ایتن مقاله‌ای بود با عنوان دو رویکرد به فلسفهٔ متاخر ویتگنشتاین.
جوئل در ۱۹۸۴ با فرانسیس مک دورمند ازدواج کرد. مک دورمند در همین سال در نخستین فیلم بلند کوئن‌ها با عنوان تقاص (خون ساده) بازی کرد. این بازیگر زن به غیر از این تاکنون در پنج فیلم دیگر از آثار برادران کوئن بازی کرده. این بازی‌ها شامل نقش‌های کوچکی در بزرگ کردن آریزونا و گذرگاه میلر، یا نقش‌های بزرگ‌تری در تقاص، فارگو (که بخاطر بازی در این فیلم برندهٔ اسکار شد)، مردی که آنجا نبود و پس از خواندن بسوزان است. ایتن کوئن هم در سال ۱۹۹۰ با تریشیا کوک تدوینگر فیلم ازدواج کرد. جوئل و همسرش یک پسر اهل پاراگوئه را به فرزندخواندگی پذیرفته‌اند و ایتان و همسرش یک پسر و یک دختر دارند. هر دو آن‌ها به همراه همسرانشان در شهر نیویورک سکونت دارند.

## سبک فیلم‌سازی
به‌طور کلی می‌توان گفت سینمای کوئن‌ها چندان به سبک و سیاق خاصی پابند نیست، چرا که آن‌ها انواع مختلفی از فیلم ساخته‌اند، از کمدی‌هایی چون بزرگ کردن آریزونا و قاتلین پیرزن، تا فیلم گنگستری (گذرگاه میلر)، فیلم نوآر (خون ساده و فارگو)، جنایی (فارگو، مردی که آنجا نبود و این‌جا جای پیرمردها نیست)، عاشقانه (سنگدلی تحمل ناپذیر)، سیاسی و جاسوسی (پس از خواندن بسوزان)، یا اقتباسی از ادیسهٔ هومر در اوه برادر، کجایی. اما یک ویژگی عمده در اکثر این فیلم‌ها فضای طنزآمیز و شوخی‌های فراوان است. در مورد این که آیا فیلم‌های کوئن‌ها عمیق و بامعنی هستند یا فقط نوعی جک و شوخی ساده محسوب می‌شوند نمی‌توان به راحتی قضاوت کرد. با توجه به این که ایتن در رشتهٔ فلسفه درس خوانده نباید وجه فلسفی آثارشان را فراموش کرد.
ویژگی دیگر فیلم‌های این دو فیلمساز نظم خاصی است که روی فیلمنامه و قسمت‌های مختلف آثار خودشان مراعات می‌کنند. آن‌ها تمرکز و دقت خاصی روی تمام اجزای فیلمی که می‌سازند دارند، معمولاً کارهایشان را آثار هوشمندانه و نبوغ‌آمیز توصیف می‌کنند. در کنار این، اکثر آثار کوئن‌ها فضایی منحصربه‌فرد و ویژه دارد و نوعی غرابت خاص در آن‌ها وجود دارد که در آثار هیچ فیلمساز دیگری نیست. برای نمونه بارتن فینک، لبوسکی بزرگ یا وکیل هادساکر فیلم‌های عجیب و غریبی هستند که به آثار فیلمسازان دیگر شباهت چندانی ندارند. اما یکی از خصوصیات ثابتی که آن‌ها در تمام آثارشان مراعات می‌کنند، آن است که فیلم خود را از عناصر معمولی برمی‌گیرند، برای مثال در هیچ‌کدام از فیلم‌های آن‌ها موجودات فضایی و افسانه‌ای و فانتزی مثل هیولاها، بشقاب پرنده‌ها و… دیده نمی‌شود. آثارشان هرقدر عجیب و غیرعادی، اما باز هم برگرفته از یکسری حقایق عادی و شناخته شده‌است که اکثر ما با آن‌ها آشنایی داریم. همچنین از جلوه‌های ویژهٔ چشمگیری که در سینمای هالیوود مرسوم است جز در بعضی موارد جزئی استفاده‌ای نمی‌کنند، تا فیلمسازی شان بیشتر بر مبنای حقایق ساده و روزمره باشد.
یکی دیگر از ویژگی‌های فیلم‌های جوئل و ایتن کوئن این است که روی جنبه‌های مختلف فیلمسازی تسلط فراوانی دارند، فیلم‌هایشان اغلب در بخش‌های مختلف نظیر بازیگری، فیلمبرداری، صدابرداری، طراحی صحنه و لباس یا موسیقی برندهٔ جوایز معتبر جهانی می‌شود. برای نمونه می‌توان به این جوایز اشاره کرد:
- کسب جایزهٔ بهترین بازیگری توسط جان تورتورو در جشنوارهٔ کن ۱۹۹۱ بخاطر بازی در بارتن فینک[۲]
- نامزدی دریافت اسکار بهترین طراحی صحنه و لباس در جشنوارهٔ آکادمی ۱۹۹۱ برای همین فیلم
- کسب جوایز اسکار بهترین فیلم‌نامه اوریجینال و بهترین بازیگر زن برای فیلم فارگو
- نامزدی برای دریافت اسکار بهترین فیلمبردار برای راجر دیکینز بخاطر فیلم اوه برادر کجایی (۲۰۰۰) و مردی که آنجا نبود (۲۰۰۱)...[۳]

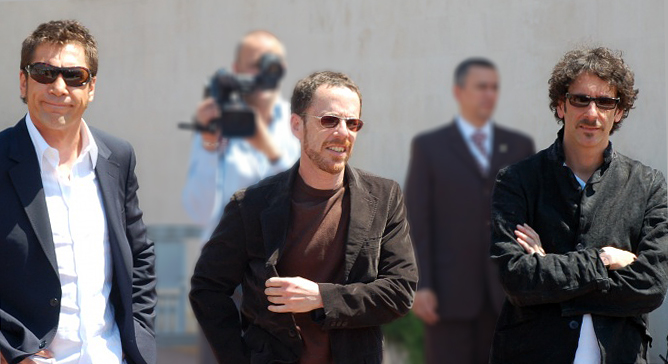
برادران کوئن به همراه خاویر باردم درجشنواره فیلم کن.

فیلم‌های کوئن‌ها ویژگی‌های فراوان دیگری دارد اما بسیاری از منتقدان فکر می‌کنند که توصیف سبک فیلمسازی آن‌ها به سادگی ممکن نیست، چون پیچیدگی‌ها و غرابت‌های خاص خودش را دارد. اما خود کوئن‌ها در جاهای مختلف از جمله در سخنرانی کوتاهشان هنگام دریافت جایزهٔ اسکار در سال ۲۰۰۸، (برای فیلم این‌جا جای پیرمردها نیست که ۴ جایزهٔ اسکار را از آن خود نمود) اشاره می‌کنند که کار فیلم ساختنشان با کاری که در کودکی انجام می‌دادند فرق زیادی ندارد. در واقع فیلم‌های بزرگ امروزشان را درست به همان سبک و سیاقی می‌سازند که در دوران کودکی با دوربین سوپر۸ خودشان فیلم می‌ساختند.
پیشرفت آهسته و پیوسته برادران کوئن در کار خود در تضاد با مسیر مرسومی است که فیلمسازان مستقل هالیوودی طی می‌کنند. آن‌ها به جای اینکه سعی کنند تا شانس کارگردانی آثار بزرگ پرخرج فانتزی همچون به فیلم‌های بتمن را پیدا کنند همواره به ساخت فیلم‌های کم‌هزینه مورد علاقه خود پرداخته‌اند. جوئل در گفتگویی با نیویورک تایمز در این مورد می‌گوید: «صادقانه باید بگویم که فیلم‌های ما هیچوقت هیچ رکوردی را در جدول فروش جابجا نکرده‌اند. چون ما هیچوقت در چنین سطحی کار نکرده‌ایم. ما هیچوقت جیب شرکت فیلمسازی که از ما پشتیبانی می‌کند را خالی نکرده‌ایم پس آن‌ها خیلی خوشحال خواهند شد که با ما کار کنند چون پول کمی باید بپردازند». شباهت و همکاری فوق‌العاده آن‌ها در کارگردانی باعث شده تا بازیگرانشان به آن‌ها لقب «کارگردان دوسر» را بدهند. هرچند ایتن در رشته فلسفه درس خوانده و پایان‌نامه‌اش را در مورد لودویگ ویتگنشتاین فیلسوف اتریشی نوشته اما هیچ‌کدام از آن‌ها علاقه‌ای به تفسیرهای موشکافانه فلسفی و انتزاعی از فیلم‌های خود و فرایند فیلمسازیشان را ندارند. همه فیلم‌های آن‌ها به نوعی در مورد اشتباهات بزرگ و پیامدهای وحشتناک آن‌هاست. طرح کلی فیلم‌نامه‌های آن‌ها معمولاً به این صورت است که یک شخصیت مثبت بداقبال تحت تأثیر یک باور نیرومند شخصی وارد یک ماجرای جنایی سطح پایین می‌شود که با آدم‌ربایی یا زورگیری همراه است و در پی آن زنجیره‌ای از کنش‌ها و واکنش‌های پیچیده و متضاد آغاز می‌شود و بیشتر اوقات هم شخصی با برخورد گلوله‌ای به صورتش به قتل می‌رسد.

## فیلم‌شناسی
| سال  | عنوان                   | توزیع‌کننده                                    |
| ---- | ----------------------- | --------------------------------------------- |
| ۱۹۸۴ | دهشت‌زده                 | سرکل فیلمز                                    |
| ۱۹۸۷ | بزرگ کردن آریزونا       | استودیوهای قرن بیستم                          |
| ۱۹۹۰ | تقاطع میلر              | استودیوهای قرن بیستم                          |
| ۱۹۹۱ | بارتون فینک             | استودیوهای قرن بیستم                          |
| ۱۹۹۴ | وکیل هادساکر            | برادران وارنر پیکچرز / یونیورسال پیکچرز       |
| ۱۹۹۶ | فارگو                   | گرامرسی پیکچرز                                |
| ۱۹۹۸ | لبوفسکی بزرگ            | گرامرسی پیکچرز                                |
| ۲۰۰۰ | ای برادر، کجایی؟        | استودیو سینمایی والت دیزنی / یونیورسال پیکچرز |
| ۲۰۰۱ | مردی که آنجا نبود       | فوکس فیچرز                                    |
| ۲۰۰۳ | ظلم تحمل‌ناپذیر          | یونیورسال پیکچرز                              |
| ۲۰۰۴ | قاتلین پیرزن            | بوئنا ویستا پیکچرز                            |
| ۲۰۰۷ | جایی برای پیرمردها نیست | میرامکس / پارامونت ونتیج                      |
| ۲۰۰۸ | بخوان و بسوزان          | فوکس فیچرز                                    |
| ۲۰۰۹ | یک مرد جدی              | فوکس فیچرز                                    |
| ۲۰۱۰ | شهامت واقعی             | پارامونت پیکچرز                               |
| ۲۰۱۳ | درون لوین دیویس         | سی‌بی‌اس فیلمز                                  |
| ۲۰۱۶ | درود بر سزار!           | یونیورسال پیکچرز                              |
| ۲۰۱۸ | تصنیف باستر اسکراگز     | نتفلیکس                                       |

| سال  | عنوان       | نقش      | توزیع‌کننده           |
| ---- | ----------- | -------- | -------------------- |
| ۲۰۲۱ | تراژدی مکبث | کارگردان | ای۲۴ / اپل تی‌وی پلاس |

| سال  | عنوان                     | نقش      | گونه      | توزیع‌کننده |
| ---- | ------------------------- | -------- | --------- | ---------- |
| ۲۰۲۲ | جری لی لوئیس: مشکل در ذهن | کارگردان | مستند     | ای۲۴       |
| ۲۰۲۴ | دختران فراری              | کارگردان | فیلم بلند | فوکس فیچرز |

## افتخارات
| سال  | عنوان                   | جوایز اسکار | جوایز اسکار | جوایز بفتا | جوایز بفتا | جوایز گلدن گلوب | جوایز گلدن گلوب |
| سال  | عنوان                   | نامزدی‌ها    | بردها       | نامزدی‌ها   | بردها      | نامزدی‌ها        | بردها           |
| ---- | ----------------------- | ----------- | ----------- | ---------- | ---------- | --------------- | --------------- |
| ۱۹۹۱ | بارتون فینک             | ۳           |             |            |            | ۱               |                 |
| ۱۹۹۶ | فارگو                   | ۷           | ۲           | ۶          | ۱          | ۴               |                 |
| ۲۰۰۰ | ای برادر، کجایی؟        | ۲           |             | ۴          |            | ۲               | ۱               |
| ۲۰۰۱ | مردی که آنجا نبود       | ۱           |             | ۱          | ۱          | ۳               |                 |
| ۲۰۰۷ | جایی برای پیرمردها نیست | ۸           | ۴           | ۹          | ۳          | ۴               | ۲               |
| ۲۰۰۸ | بخوان و بسوزان          |             |             | ۳          |            | ۲               |                 |
| ۲۰۰۹ | یک مرد جدی              | ۲           |             | ۱          |            | ۱               |                 |
| ۲۰۱۰ | شهامت واقعی             | ۱۰          |             | ۸          | ۱          |                 |                 |
| ۲۰۱۳ | درون لوین دیویس         | ۲           |             | ۳          |            | ۳               |                 |
| ۲۰۱۶ | درود بر سزار!           | ۱           |             | ۱          |            |                 |                 |
| ۲۰۱۸ | تصنیف باستر اسکراگز     | ۳           |             | ۱          |            |                 |                 |
| ۲۰۲۱ | تراژدی مکبث             | ۳           |             | ۱          |            | ۱               |                 |
| کل   | کل                      | ۴۲          | ۶           | ۳۸         | ۶          | ۲۱              | ۳               |

| سال                                    | بازیگر           | فیلم                    | نتیجه    |
| -------------------------------------- | ---------------- | ----------------------- | -------- |
| جایزه اسکار بهترین بازیگر مرد          |                  |                         |          |
| ۲۰۱۰                                   | جف بریجز         | شهامت واقعی             | نامزدشده |
| ۲۰۲۱                                   | دنزل واشینگتن    | تراژدی مکبث             | نامزدشده |
| جایزه اسکار بهترین بازیگر زن           |                  |                         |          |
| ۱۹۹۶                                   | فرانسیس مک‌دورمند | فارگو                   | برنده    |
| جایزه اسکار بهترین بازیگر نقش مکمل مرد |                  |                         |          |
| ۱۹۹۱                                   | مایکل لانر       | بارتون فینک             | نامزدشده |
| ۱۹۹۶                                   | ویلیام اچ میسی   | فارگو                   | نامزدشده |
| ۲۰۰۷                                   | خاویر باردم      | جایی برای پیرمردها نیست | برنده    |
| جایزه اسکار بهترین بازیگر نقش مکمل زن  |                  |                         |          |
| ۲۰۱۰                                   | هیلی استاینفلد   | شهامت واقعی             | نامزدشده |

## برای مطالعهٔ بیشتر
- جوئل و ایتن کوئن، نوشتهٔ الن چشایر و جان اشبروک، ترجمهٔ مرسده بصیریان، نشر: کتاب آوند دانش، اردیبهشت ۱۳۸۵
- جوئل و ایتن کوئن، گردآورندگان: پتر کورته و گئورگ زیسلن، ترجمهٔ امید نیک فرجام، نشر نی، دی ۱۳۸۷
- گذرگاه میلر (فیلمنامه)، نوشتهٔ جوئل و ایتن کوئن، ترجمهٔ امید نیک فرجام، نشر نی، شهریور ۱۳۸۷